# Дживанмукта
Дживанму́кта (от санскр. джива и мукти, букв. — «вживе освободившийся») — термин в индуизме, которым в философской школе адвайты называют святого человека, достигшего стадии самоосознания (нирвикальпа-самадхи) и полностью, до физической смерти, освободившегося от желаний и кармы.
Освобождение из круговорота рождений и смертей (сансары) является конечной целью жизни в индуизме. Такое освобождение называется «мокшей». В большинстве течений индуизма душа достигает мокши после смерти материального тела. Но, согласно школе адвайты Шанкары, индивид уже свободен, он просто должен осознать и принять эту свободу. Достигших этого уровня самореализации называют дживанмукта.
Последователи Шанкары выделяют три вида прарабдха-кармы: ичха (лично желаемое), аничха (без желаний) и паречха (из-за желаний других). Для дживанмукты не существует ичха-прарабдха кармы, но только аничха и паречха.
В традициях шрамана (буддизм) дживанмукту называют «архатом».